# Ракетная атака под Зеленопольем
Раке́тная ата́ка под Зеленопо́льем — ракетный обстрел 11 июля 2014 года украинских военнослужащих в районе населённого пункта Зеленополье (17 километров к юго-востоку от города Ровеньки, Свердловский район, Луганская область), осуществлённый российскими войсками с территории Российской Федерации в ходе вооружённого конфликта на востоке Украины.

## Ход событий
Украинские военнослужащие накануне выдвинулись в район Зеленополья (см.Южный котёл), чтобы перекрыть границу Луганской области с Россией. По заявлениям украинских властей, через этот участок границы формирования ДНР и ЛНР получали вооружение и боеприпасы, а также подкрепление в виде российских добровольцев.
В начале июля 2014 года подразделения 24-й механизированной бригады, 72-й механизированной бригады, 79-й аэромобильной бригады и группа пограничников сконцентрировались в лагере в нескольких километрах от российской границы и готовились к наступлению на Луганск. В лагере находилось значительное количество техники: танки Т-64, БМП, грузовые автомобили.
Район расположения лагеря находился под наблюдением российских беспилотников. Украинским военным удалось сбить один беспилотный аппарат Орлан-10, однако их расположение было обнаружено.
11 июля примерно в 4:30 российские войска произвели кибератаку на украинский командный пункт и заблокировали его радиостанции. Затем последовал обстрел системами РСЗО «Град» и ствольной артиллерии.
По официальным данным Министерства обороны Украины, погибли 19 военнослужащих, ещё 93 получили ранения различной степени тяжести. Официальных данных по уничтоженной технике озвучено не было. По данным Амоса Фокса погибло 30 военнослужащих украинской армии, шесть пограничников и командовавший ими офицер. По его же утверждению, уничтоженной техникой можно было бы вооружить два батальона. Такую же оценку по количеству уничтоженной техники даёт и доктор Ф. Карбера из исследовательской организации Potomac Foundation.

## Официальная реакция на Украине
Яворовская районная государственная администрация объявила в Яворовском районе Львовской области, где дислоцируется 24-я отдельная механизированная бригада ВСУ, трёхдневный траур, начиная с 11 июля, в связи с гибелью военнослужащих этого воинского соединения. 15 июля, в связи с начавшимися похоронами погибших под Зеленопольем украинских военных родом со Львовщины, траур был объявлен по всей Львовской области.

## Международная реакция
Крупнейшие СМИ разместили экстренные сообщения об уничтожении колонны украинской бронетехники: Би-би-си, The Washington Post, Los Angeles Times, The Daily Telegraph, The Huffington Post, The Wall Street Journal, USA Today, The Guardian и другие.